# Zalesie (powiat ostrołęcki)
Zalesie – wieś w Polsce, położona w województwie mazowieckim, w powiecie ostrołęckim, w gminie Myszyniec.
Wierni kościoła rzymskokatolickiego należą do parafii Trójcy Przenajświętszej w Myszyńcu.

## Historia
W latach 1921–1931 wieś leżała w województwie białostockim, w powiecie ostrołęckim, w gminie Wach (od 1931 w gminie Czarnia).
Według Powszechnego Spisu Ludności z 1921 roku wieś zamieszkiwało 466 osoby w 84 budynkach mieszkalnych. Miejscowość należała do parafii rzymskokatolickiej w Myszyńcu. Podlegała pod Sąd Grodzki w Myszyńcu i Okręgowy w Łomży; właściwy urząd pocztowy mieścił się w Myszyńcu.
W wyniku agresji III Rzeszy na Polskę we wrześniu 1939 tereny byłej gminy znalazły się pod okupacją niemiecką i do wyzwolenia weszła w skład Landkreis Scharfenwiese, Regierungsbezirk Zichenau III Rzeszy.
W latach 1975–1998 miejscowość administracyjnie należała do województwa ostrołęckiego.
W Zalesiu urodził się Stanisław Tworkowski, polski duchowny katolicki, kapelan, pisarz, działacz endecki.